# Giulia Vetrano
Giulia Vetrano (Torino, 5 dicembre 2005) è una nuotatrice italiana.

## Biografia
Nata nel 2005 a Torino, ad ancora 15 anni ha partecipato ai Giochi olimpici di Tokyo 2020, tenutisi nel 2021, nella staffetta 4x200 m stile libero, insieme ad Anna Chiara Mascolo, Federica Pellegrini e Stefania Pirozzi, non riuscendo però ad accedere alla finale, a causa di una squalifica arrivata a fine gara per un cambio irregolare della seconda frazionista Mascolo (Vetrano era la terza). Nell'occasione è stata la più giovane atleta della spedizione azzurra ai secondi Giochi di sempre tenuti nella capitale giapponese.
Nello stesso anno ha vinto le prime medaglie internazionali giovanili, conquistando due medaglie di bronzo agli Europei giovanili di Roma 2021, nei 400 m e negli 800 m stile libero, nel primo caso con il tempo di 4'12"23 dietro alla turca Merve Tuncel e all'ungherese Bettina Fábián, nel secondo in 8'35"84, arrivando dopo la stessa Tuncel e l'altra turca Beril Böcekler.
L'anno successivo si è portata a casa cinque medaglie ai Mondiali giovanili di Lima 2022, in Perù: tre bronzi nelle gare individuali (200 m stile libero, 1'59"54 dietro alle ungheresi Nikolett Pádár e Lilla Minna Ábrahám; 400 m stile libero, 4'11"86 dietro alla turca Merve Tuncel e alla giapponese Ruka Takezawa e 400 m misti, 4'44"29 dietro alla giapponese Mio Narita e all'ungherese Lilla Minna Ábrahám) e due argenti nelle staffette (4×100 m stile libero, 3'43"78 con Matilde Biagiotti, Marina Cacciapuoti e Veronica Quaggio, oltre a Irene Mati in batteria, e 4×200 m stile libero, 8'08"59 con le stesse Biagiotti e Quaggio oltre ad Anna Porcari, chiudendo in entrambe le gare dietro all'Ungheria).
Agli Europei giovanili di Otopeni 2022, in Romania, ha vinto per l'unica volta degli argenti in gare individuali, nei 200 m e nei 400 m stile libero, rispettivamente con i tempi di 1'59"60, dietro all'ungherese Nikolett Pádár e 4'11"77, dietro alla turca Merve Tuncel. Bronzo negli 800 m stile libero con il tempo di 8'40"71, dietro alla stessa Tuncel e alla francese Alexa Reyna, si è invece guadagnata un altro argento nella staffetta 4×200 m stile libero, in 8'08"93, dietro all'Ungheria, insieme a Matilde Biagiotti, Elena Musetti e Aurora Zanin. Nella stessa competizione a Belgrado 2023, in Serbia, ha confermato la medaglia d'argento nella staffetta 4×200 m stile libero, con il tempo di 8'03"22, ancora dietro all'Ungheria, con Matilde Biagiotti, Emma Vittoria Giannelli e Giulia Zambelli.
In campo nazionale è stata medaglia di bronzo nei 400 m stile libero agli Invernali 2021, argento nei 400 m misti agli Estivi 2022, bronzo nei 200 m stile libero e nei 400 m misti agli Invernali 2022 e bronzo nei 200 m stile libero ai Primaverili 2023.
Attiva anche nel nuoto per salvamento, detiene il record del mondo junior nei 200 m nuoto con ostacoli, con il tempo di 2'03"89, fatto segnare nel 2022, con il Centro Nuoto di Nichelino (nel 2021 lo aveva già ottenuto con 2'04"32).

## Palmarès

### Campionati mondiali giovanili
- 5 medaglie:
  - 2 argenti (Staffetta 4×100 m stile libero a Lima 2022, staffetta 4×200 m stile libero a Lima 2022)
  - 3 bronzi (200 m stile libero a Lima 2022, 400 m stile libero a Lima 2022, 400 m misti a Lima 2022)

### Campionati europei giovanili
- 7 medaglie:
  - 4 argenti (200 m stile libero a Otopeni 2022, 400 m stile libero a Otopeni 2022, staffetta 4×200 m stile libero a Otopeni 2022, staffetta 4×200 m stile libero a Belgrado 2023)
  - 3 bronzi (400 m stile libero a Roma 2021, 800 m stile libero a Roma 2021, 800 m stile libero a Otopeni 2022)